# Lidköping
Lidköping je grad u južnoj Švedskoj u županiji Västra Götaland.

## Stanovništvo
Prema podacima o broju stanovnika iz 2005. godine u gradu Lidköpingu živi 24.941 stanovnik, dok je prosječna gustoća naseljenosti 16,7 stan./km2.

## Vanjske poveznice
- Službene stranice grada

### Ostali projekti
|  | Zajednički poslužitelj ima još gradiva o temi Lidköping |